# MAN WITH A MISSION
Man with a Mission (стилизуется как MAN WITH A MISSION или иногда как MWAM) — японская рок-группа. Основана в 2010 году в Сибуе, Токио. В настоящее время эта группа состоит из пяти участников со сценическими именами:
Токио Танака, Жан-Кен Джонни, Камикадзе Бой, DJ Санта Моника и Спеар Риб. В музыке группы сочетаются элементы хард-рока, дэнс-рока и попа. Многие из их синглов были использованы в качестве тематических песен для различных аниме, фильмов с живыми выступлениями и видеоигр.
Группа выделяется тем, что участники её носят волчьи маски, и поддерживает имидж «бэнда таинственных волков» (яп. 謎のオオカミバンド). Согласно официальной истории, участники группы были созданы как «конечная [высшая] форма жизни» (яп. 究極の生命体) гениальным биологом д-ром Джимми Хендриксом.

## Состав
- Токио Танака (Tokyo Tanaka, То:кё: Танака) — вокал
- Жан-Кен Джонни (Jean-Ken Johnny, Дзян-Кэн Дзёни:) — вокал и гитара
- Камикадзе Бой (Kamikaze Boy, Камикадзэ Бо:й) — бас-гитара
- DJ Санта Моника (DJ Santa Monica, Диджей Санта Моника) — диск-жокей
- Спеар Риб (Spear Rib, Супэа Рибу) — ударные

## Дискография

### Студийные альбомы
- Man with a Mission (2011)
- Mash Up the World (2012)
- Tales of Purefly (2014)
- The World's On Fire (2016)
- Chasing the Horizon (2018)

### Мини-альбомы
- Welcome to the New World (2010)
- Trick or Treat (2011)
- Welcome to the New World -Standard Edition- (2012)
- Don't Feel the Distance (2014)
- When My Devil Rises (2014)
- Dead End in Tokyo -European Edition- (2017)
- Dead End in Tokyo -World Edition- (2017)
- Remember Me (2019)
- Dark Crow (2019)

## Туры и концерты

### Япония
- Summer Sonic Festival с разными артистами (2011)[4]
- Rock in Japan Festival с разными артистами (2012)
- Summer Sonic Festival с разными артистами (2012)[5]
- Enter Shikari "A Flash Flood of Colour World Tour" вместе с Man With A Mission (2012)[6]
- Punkspring с разными артистами (2013)[7][8]
- Ozzfest Japan с разными артистами (2013)
- Summer Sonic Festival с разными артистами (2013)
- Punkspring (2014)[9]
- Fuji Rock Festival с разными артистами (2014)[10]
- Knotfest Japan с разными артистами (2014)
- Hoobastank Japan Tour с участием Man With A Mission (2014)[11]
- Incubus Japan Tour с участием Man With A Mission (2015)[12][13]
- Punkspring with Various Artists (2015)[14]
- Rising Sun Rock Festival (2015)[15]
- Summer Sonic Festival (2015)
- Fuji Rock Festival (2016)
- Knotfest Japan (2016)
- Guns N' Roses "Not in This Lifetime... Tour" с участием Man With A Mission (2017)[16]
- Punkspring Extra Show (2017)[17]

### За границей
- Cash Cash Tour в США с участием Man With A Mission и Mitchy C (2012)[18]
- Pentaport Rock Festival в Южной Корее с разными артистами (2013)
- Formoz Festival на Тайване с разными артистами (2013)[19]
- Twinkle Rock Festival (2013)[20]
- Knotfest (2014)
- Rise Against Tour (2015)[21][22]
- Download Festival (2015)
- MxPx Tour в Германии при участие Man With A Mission (2015)[23]
- Zebrahead European Tour при участии Man With A Mission и MxPx (2015)[24][25]
- Zebrahead European Tour при участии Man With A Mission и Patent Pending (2015)[26][27]
- Tuska Heatseeker in Finland with Various Artists (2016)[28]
- Knotfest (2016)
- Tuska Heatseeker (2017)[29][30]
- Dobrofest in Russia with Various Artists (2017)[31]
- Jimmy Eat World Tour (2017)[32][33]
- Stone Sour Fall 2017 U.S. Tour (2017)[34]